# صبحانه در تیفانی (رمان کوتاه)
صبحانه در تیفانی یکی از مشهورترین آثار ترومن کاپوتی‌ست. این رمان کوتاه اولین بار در سال ۱۹۵۸ در مجلهٔ اسکوایر منتشر شد و بعداً در کنار داستان‌های دیگر در یک کتاب به چاپ رسید. راوی داستان، نویسندهٔ جوانی‌ست که خاطرهٔ اولین روزهای اقامت خود در نیویورک و آشنایی با همسایهٔ استثنائی‌اش، هالی گولایتلی را، بازگو می‌کند. هالی گولایتلی یکی از معروف‌ترین شخصیت‌های کاپوتی‌ست. چندین اقتباس تئاتری، سینمایی و تلویزیونی بر اساس این داستان ساخته شده، مشهورترین آن فیلمی‌ست به همین نام به کارگردانی بلیک ادواردز و با بازی آدری هپبورن در نقش هالی.

## طرح داستان
صبحانه در تیفانی داستان هالی گولایتلی‌ست، دختری شهرستانی که سر از نیویورک درآورده و حالا در کافه‌های نیویورک برو و بیایی دارد و با همه قماش آدم معاشرت دارد. راوی بی‌نام داستان، نویسندهٔ جوانی‌ست که برای اولین بار پایش را از شهر کوچک زادگاهش بیرون گذاشته و با رؤیای این که نویسندهٔ موفق و مشهوری شود به نیویورک آمده است. او آپارتمانی در منهتن با نمای سنگی قهوه‌ای اجاره می‌کند و همسایهٔ هالی می‌شود. راویْ داستان خود را با فلاش‌بک تعریف می‌کند و گاهی اظهارنظرهایی می‌کند که معلوم است از زبان خودِ مسن‌ترش گفته شده‌اند. شکی نیست که راوی هنوز از فکر هالی بیرون نرفته است، از خودش می‌پرسد هالی حالا کجاست؟ چه کار می‌کند؟ از حس نوستالژی‌ای که در روایت او وجود دارد، برمی‌آید که آن روزها بهترین روزهای زندگی راوی بوده‌اند.
راوی از همان ابتدا شیفتهٔ این زن می‌شود، زنی که وقتی نگاهش می‌کند نمی‌تواند به یقین بگوید شانزده ساله است یا سی ساله، زنی که مردها چاره‌ای ندارند جز این که به دام عشقش گرفتار شوند، اما او خود دلبستهٔ کسی نمی‌شود. مهمانی‌های پرشور و حالی در آپارتمانش برگزار می‌کند، شغلی ندارد و از راه معاشرت با مردان ثروتمند امرار معاش می‌کند. آقایانی که او را به کلوپ و رستوران می‌برند و پول و هدایای گران‌قیمتی به او می‌دهند. اما هالی فقط یک دختر سرخوش نیست. جنبه‌های مادرانه‌ای هم دارد، دلسوز است، از دیگران مراقبت می‌کند و ملاک قضاوتش از آدم‌ها فقط و فقط رفتارشان است. به تدریج دوستی صمیمانه‌ای میان هالی و راوی شکل می‌گیرد. هالی همیشه بی‌قرار است و یک جا بند نمی‌شود. در آپارتمانش اسباب و اثاثی ندارد و وسایلش را از کارتن بیرون نمی‌آورد. گربه‌ای دارد اما حاضر نیست روی گربه اسم بگذارد.
هالی به‌طور مرتب برای ملاقات با مردی به نام سالی تومیتو به زندان سینگ‌سینگ می‌رود. وکیل تومیتو در ازای این دیدارها و رساندن پیغام‌های تومیتو به بیرون زندان و برعکس، به هالی پول می‌دهد. هالی هیچ خیال بدی در این باره نمی‌کند. از نظر او آقای تومیتو پیرمردی مهربان و بی‌کس است و نیاز به همدم و مصاحب دارد. راوی به او هشدار می‌دهد که ممکن است این ملاقات‌ها از نظر قانونی اسباب دردسر شود اما گوش هالی به این حرف‌ها بدهکار نیست.
راوی چیزی از گذشتهٔ هالی نمی‌داند هالی هم از حرف زدن دربارهٔ گذشته‌اش گریزان است و فقط از برادری یاد می‌کند به نام فرِد که در ارتش است. روزی راوی با مردی جاافتاده مواجه می‌شود و درمی‌یابد که این مرد شوهر هالی است. معلوم می‌شود هالی در چهارده سالگی، در تگزاس با این مرد، دکتر گولایتلی، ازدواج کرده است. هالی با ملایمت او را دست به سر می‌کند.
مدت زیادی نمی‌گذرد که تلگرامی از دکتر گولایتلی به دست هالی می‌رسد و خبر مرگ برادرش، فرد، را به او می‌دهد. فرد در جنگ کشته شده است. هالی از این خبر برآشفته می‌شود و هر چه را به دستش می‌رسد پرت می‌کند و می‌شکند. ناچار می‌شوند دکتری را خبر کنند تا به هالی آرام‌بخش تزریق کند. بعد از این غائله، هالی انگار آرام می‌شود. در خانه می‌ماند، آشپزی می‌کند. دیگر آن زندگی باری به هر جهت را ندارد. به راوی خبر می‌دهد که خیال دارد ازدواج کند. داماد مردی برزیلی‌ست به نام خوزه که چندی‌ست با هالی رفت و آمد دارد. در همین اثنا، پلیس سراغ هالی می‌آید و او را به اتهام دست داشتن در قاچاق بین‌المللی مواد مخدر دستگیر می‌کند. معلوم می‌شود تومیتو از زندان طرح نقشهٔ قاچاق را ریخته است و هالی در این میان نقش خبررسان را بین مغز متفکر و تیم اجرایی ایفا کرده است. خوزه که دستی هم در سیاست دارد، نمی‌تواند آبروی سیاسی خود را به خاطر ارتباط داشتن با زنی بدسابقه به خطر بیندازد، بی‌خداحافظی هالی را ترک می‌کند. هالی به راوی می‌گوید طاقت ندارد در جایی زندگی کند که مردم درباره‌اش خیال‌های بد می‌کنند، به علاوه یک بلیط مجانی به برزیل دارد. راوی به هالی کمک می‌کند تا از کشور فرار کند. مدتی بعد کارت پستالی از بوئنوس آیرس به دست راوی می‌رسد. راوی به هالی قول می‌دهد گربه را پیدا کند و خانه‌ای دائمی برایش دست و پا کند.

## شخصیت‌ها
- راوی-نویسندهٔ بی‌نام: نویسنده‌ای که خاطرات خود را از هالی گولایتلی، آدم‌های زندگی هالی و رابطهٔ خود با او بازگو می‌کند.
- هالیدی (هالی) گولایتلی: همسایهٔ طبقهٔ پایین و کانون خاطرات نویسنده.
- جو بل: دوست نویسنده و هالی که در یک بار کار می‌کند.
- مگ وایلد وود: دوست هالی و گاه‌گداری هم‌خانه‌اش، مدل است و او هم مانند هالی برو بیایی دارد.
- راستی ترالر: یک مرد احتمالاً ثروتمند که سه بار طلاق گرفته و در محافل نیویورک سرشناس است.
- خوزه ایبارا-جاگر: یک دیپلمات برزیلی که رفیق مگ وایلدوود است و بعداً با هالی طرح دوستی می‌ریزد.
- داک گولایتلی: دامپزشکی اهل تگزاس که هالی در نوجوانی با او ازدواج کرده بود.
- او جِی برمن: یک کارگزار هالیوودی که هالی را کشف کرده و خیال دارد او را وارد دنیای بازیگری کند.
- سالواتوره (سالی) تومیتو: مردی که به جرم اخاذی در زندان است. هالی هر هفته در زندان سینگ سینگ به ملاقاتش می‌رود.
- مادام ساپیا اسپانلا: یکی دیگر از مستأجران.
- آقای آی. وای. یونیوشی عکاسی که آتلیه و خانه‌اش در طبقهٔ بالای آپارتمان هالی‌ست.

## پیشینه شخصیت
در پیش‌نویس‌های اولیه، نام شخصیت زن داستان، کانی گوستافسون بود و بعداً کاپوتی نام او را به هالیدی گولایتلی تغییر داد. ظاهراً کاپوتی شخصیت هالی را بر اساس چندین زن مختلف از دوستان یا آشنایان نزدیکش بنا نهاده است. گمانه‌زنی‌هایی در مورد این که «هالی گولایتلی واقعی» کیست انجام شده و ادعاهایی در مورد منبع الهام کاپوتی برای خلق این شخصیت مطرح شده است. خود کاپوتی این همه دعوی بر سر این شخصیت را «مسابقهٔ بخت‌آزمایی هالی گولایتلی» نامیده است. دوریس لیلی و پاملا دریک، از دوستان کاپوتی بودند که با هم در آپارتمانی با نمای سنگی قهوه‌ای در خیابان هفتاد و هشتم شرقی زندگی می‌کردند. آپارتمان هالی هم همین‌جا قرار دارد. کاپوتی خوش داشت که در این آپارتمان وقت بگذراند، بنوشد و با خانم‌ها از در و بی‌در سخن بگوید. دوریس لیلی روزنامه‌نگار بود، ستون شایعات روزنامه را می‌نوشت و بعداً کتاب‌های پرفروشی مثل چطور با یک میلیونر آشنا شوید و چگونه به پنج زبان عشق‌بازی کنید را نوشت. کارول گریس (نویسنده و بازیگر)، کودکی‌اش را در پرورشگاه گذرانده بود. در هشت سالگی به واسطهٔ ازدواج دوم مادرش با مردی ثروتمند از زندگی فلاکت‌بارش نجات پیدا کرد و باقی عمرش را در میان ثروتمندان و مشاهیر گذراند. او و دوستان صمیمی‌اش گلوریا وندربیلت (طراح مد) و اونا اونیل (بازیگر)، در دههٔ ۴۰ پای ثابت محافل و کافه‌های نیویورک بودند. در همین دوره بود که با کاپوتی نوجوان آشنا شدند و دوستیشان تا سال‌های بعد ادامه یافت. این سه دوست عاقبت با مردان بسیار با استعداد و بسیار مشهوری ازدواج کردند (اونا اونیل آخرین همسر چارلی چاپلین بود. کارول گریس پیش از آن که با چارلز ماتائوی بازیگر ازدواج کند دو بار با ویلیام سارویان عروسی کرده بود. در میان چهار همسر گلوریا وندربیلت، لئوپولد استوکوفسکی و سیدنی لومت آوازه جهانی دارند). گفته شده است که دست کم جنبه‌هایی از شخصیت هالی گولایتلی برگرفته از ویژگی‌های این زنان است. فیبی پیرس (دوست دوران کودکی کاپوتی)میو برنان (نویسنده)، دوریان لی (مدل)، از دیگر زنانی بودند که به عنوان منبع الهام شخصیت هالی از ایشان نام برده شده است.
جرالد کلارک در کتاب زندگی‌نامهٔ کاپوتی نوشت: «نیمی از زنانی که او می‌شناخت، به اضافهٔ چند نفر که نمی‌شناخت، ادعا کردند که الگوی قهرمان خل و چل او هستند.» کلارک به شباهت‌های میان خود نویسنده و شخصیت نیز اشاره کرده است. به گفتهٔ او بین زندگی هالی و مادر کاپوتی، نینا کاپوتی، هم نقاط اشتراکی وجود دارد. هر دو زن در مناطق روستایی جنوب آمریکا به دنیا آمدند، هر دو اسم‌های «دهاتی» داشتند که بعداً عوضش کردند (هالی گولایتلی با نام اصلی لولا می بارنز در تگزاس به دنیا آمد، نینا کاپوتی با نام لیلی می فالک متولد آلاباما بود)، هر دو در نوجوانی ازدواج کردند، بعدتر همسر و خانواده و عزیزانشان را رها کردند و سر از نیویورک درآوردند. هر دو با مردانی ثروتمندتر معاشرت داشتند و از کافه‌روهای قهار نیویورک بودند. البته مادر کاپوتی دو دهه زودتر از هالی گولایتلی به دنیا آمده بود. ماری رودیزل، نویسنده و چهره تلویزیونی که از قضا خالهٔ ترومن کاپوتی نیز هست، گفته است «[لیلی می] یک جور سرکشی در وجودش داشت که باعث می‌شد رام‌شدنی نباشد. فکر می‌کنم ترومن، نویسنده، این نکته را گرفت. او قدری [از خصوصیات] لیلی مِی را هالی گولایتلی قرار داد.»
در زندگی‌نامهٔ جون مک‌کراکن، رقصنده و بازیگر آمریکایی، آمده است که مک کراکن وقتی خبر کشته شدن برادرش را در جنگ شنید اتاق لباس پشت صحنهٔ فیلم دختر بلومر را به هم ریخت و هر چه را به دستش آمد خرد و خاکشیر کرد. به گفتهٔ نویسنده، ممکن است کاپوتی از این اتفاق برای یکی از صحنه‌های داستانش الهام گرفته باشد. صحنه‌ای که در آن هالی با تلگراف خبر مرگ برادرش را دریافت می‌کند و آپارتمانش را به هم می‌ریزد. ٖ مک کراکن و همسرش، جک دانفی از دوستان کاپوتی بودند و دانفی پس از جدایی از مک‌کراکن، شریک زندگی کاپوتی شد. به گفتهٔ نویسنده کتاب، مک‌کراکن یکی از چندین و چند زنی است که در خلق شخصیت هالی گولایتلی الهام‌بخش کاپوتی بوده‌اند. وجوه اشتراک دیگری که نویسندهٔ کتاب زندگی‌نامهٔ مک‌کراکن به آنها اشاره می‌کند از این قرار است: هالی از آوازهای نمایش موزیکال اوکلاهما! خوشش می‌آید و یک نسخهٔ قدیمی از کتاب راهنمای بیسبال را در کتابخانه‌اش دارد. مک‌کراکن در نمایش موزیکال اوکلاهاما! بازی کرده است و کتاب راهنمای بیسبال، در واقعیت، تألیف دایی‌اش، جیمز ایزامینگر، است.
یک بار هم زنی به نام بانی گولایتلی ادعا کرد شخصیت هالی با الهام از او نوشته شده و از کاپوتی به دلیل تهمت و حمله به حریم شخصی درخواست هشتصد هزار دلار غرامت کرد، اما این شکایت ثابت نشد و به جایی نرسید.
اینگرید نورتون از ماهنامهٔ اوپن لترز در مقاله‌ای به نام در «صبحانه در منزل سالی بولز» به شباهت‌های میان هالی گولایتلی در رمان کوتاه صبحانه در تیفانی و سالی بولز در رمان کوتاه برلین سالی بولز (۱۹۳۹) نوشتهٔ کریستوفر ایشروود اشاره کرده است. او معتقد است کاپوتی در خلق شخصیت هالی وامدار کریستوفر ایشروود است.

## تاریخچه انتشار
صبحانه در تیفانی در ابتدا به مبلغ ۲۰۰۰ دلار به هارپرز بازار فروخته شد و بنا بود در شماره ژوئیه ۱۹۵۸ منتشر شود. مدیر هنری هارپر، الکسی برادویچ، هنرمندی به نام دیوید آتی را استخدام کرد تا تصویرسازی این رمان کوتاه را انجام دهد. عکس‌های مونتاژی آتی آماده شد و داستان آمادهٔ چاپ شد، اما پیش از انتشار، ناشر هارپر، شرکت هرست، تصمیم گرفت سردبیر کهنه‌کار مجله، کارمل اسنو، را برکنار کند. مدیران هرست از کاپوتی خواستند زبان بی‌پروای داستان را تلطیف کند. آلیس موریس، سردبیر بخش داستان مجلهٔ هارپر گفت کاپوتی اول زیر بار هیچ تغییری نمی‌رفت اما بعد نرم شد «تا حدودی به این دلیل که من چیدمان صفحه‌ها را نشانش دادم… شش صفحه با عکس‌های زیبا که فضای داستان را به خوبی ترسیم می‌کردند» اما عاقبت هرست اجازهٔ چاپ رمان را به هارپر ندارد. با وجود اصلاحات کاپوتی، زبان و موضوع این داستان هنوز از نظر ناشر «نامناسب» بود. به علاوه بیم آن می‌رفت که داستان بی‌پروای کاپوتی به مذاق تیفانی خوش نیاید. عمدهٔ تبلیغات مجله در آن زمان، متعلق به تیفانی بود. کاپوتی خشمگین شد و اندکی بعد کار را به قیمت ۳۰۰۰ دلار (۴۰٬۵۷۲ دلار امروز) به مجله اسکوایر فروخت. به گفتهٔ خودش، با ناشر جدید شرط کرده بود که از عکس‌های آتی استفاده کنند. کاپوتی به راست هیلز، سردبیر بخش داستان اسکوایر، نوشت: «بسیار خوشحالم که صبحانه در تیفانی را دوست دارید. از شما می‌خواهم حذفیات متعدد نسخهٔ ماهنامهٔ بازار را بازگردانید (احتمالاْ نسخه‌ای که دست شماست همان است). آلیس موریس، دبیر بخش داستانشان، می‌داند منظورم کدام حذفیات است و شک ندارم نهایت همکاری را با شما خواهد کرد. به علاوه، امیدوارم آن را روی کاغذ نامرغوبی چاپ نکنید که اسکوایر بعضی وقت‌ها استفاده می‌کند. البته چون قرار است با عکس‌های دیوید آتی تصویرسازی شود نمی‌دانم چطور چنین چیزی ممکن است. از این که عکس‌های او را استفاده می‌کنید بسیار خوشحالم، به نظرم عالی شده‌اند. البته مایلم نسخهٔ پیش از چاپ را ببینم…»
اما برخلاف انتظار کاپوتی، اسکوایر فقط یک عکس از مجموعه عکس‌های آتی را در اندازهٔ تمام‌صفحه چاپ کرد (یک عکس دیگر بعداً به عنوان طرح جلد دست کم یکی از نسخه‌های چاپی کتاب استفاده شد). این رمان کوتاه در شمارهٔ نوامبر ۱۹۵۸ اسکوایر منتشر شد. اندکی پس از آن، راندوم هاوس صبحانه در تیفانی را به همراه سه داستان کوتاه کاپوتی در یک مجلد منتشر کرد. نقدهای عالی‌ای که بر این داستان نوشته شد باعث شد شمارهٔ نوامبر ۵۸ اسکوایر فروش فوق‌العاده‌ای داشته باشد. هم آتی و هم برادویچ در پروژه‌های دیگر با کاپوتی همکاری کردند - آتی در ارتفاعات بروکلین: یک دفترچه خاطرات شخصی، و برادویچ در ملاحظات (کتاب) که هر دو در سال ۱۹۵۹ منتشر شدند.
این مجموعه چندین بار تجدید چاپ شده است. رمان کوتاه صبحانه در تیفانی در سایر مجموعه آثار کاپوتی نیز گنجانده شده است.

## حراج نسخهٔ اصلی
نسخهٔ تایپ‌شده اصلی صبحانه در تیفانی در آوریل ۲۰۱۳ در خانه حراجی در نیوهمپشایر برای فروش گذاشته شد. خریدار آن، ایگور سوزین، یک کارآفرین میلیاردر روس بود که دستنوشته را به مبلغ ۳۰۶۰۰۰ دلار آمریکا خرید و گفت قصد دارد آن را در مسکو و مونت کارلو برای عموم نمایش دهد.

## اهمیت ادبی و نقدها
کاپوتی خودش تصدیق کرد که گولایتلی شخصیت مورد علاقه‌اش بود.
سبک نثر کاپوتی در این نوولا، نورمن میلر را بر آن داشت تا کاپوتی را «کامل‌ترین نویسندهٔ نسل من» بنامد. او اضافه کرد که حاضر نیست حتی دو کلمه از متن اصلی را تغییر دهد.

## اقتباس‌ها

### فیلم
صبحانه در تیفانی (۱۹۶۱) با بازی آدری هپبورن و کارگردانی بلیک ادواردز اقتباس نسبتاً آزادی‌ست از این نوولا. برخلاف رمان که در دهه ۴۰ می‌گذرد داستان فیلم به سال ۱۹۶۰ منتقل شد. در پایان فیلم شخصیت قهرمان و هالی عاشق هم می‌شوند و در کنار هم می‌مانند، در حالی که در رمان خبری از رابطه عاشقانه نیست- در کتاب، هالی آمریکا را ترک می‌کند و راوی هیچ تصوری از این که چه بر سر او آمد ندارد، به جز عکسی از یک حکاکی چوبی که سال‌ها بعد در آفریقا پیدا شد و شباهت چشمگیری به هالی داشت. فیلم تفاوت‌های عمده دیگری نیز با کتاب دارد، از جمله بخش‌های مهمی از پیرنگ داستان و شخصیت اصلی درفیلم حذف شده است. کاپوتی در ابتدا مریلین مونرو را در نقش هالی تصور می‌کرد و تلاش کرد استودیو را متقاعد کند نقش را به او بدهند، اما این فیلم در پارامونت ساخته شد و اگرچه مونرو در فیلم‌های مستقل هم بازی می‌کرد (از جمله در فیلم‌هایی که در کمپانی فیلمسازی خودش تولید می‌شد) اما همچنان تحت قرارداد با استودیو قرن بیستم بود و تازه از بازی در فیلم بیا عشق بورزیم در نقش مقابل ایو مونتان فارغ شده بود.

### نمایش موزیکال
یک اقتباس موزیکال از صبحانه در تیفانی (که با نام هالی گولایتلی نیز شناخته می‌شود) در سال ۱۹۶۶ در بوستون به روی صحنه رفت.  چند اجرای اول با هجمه شدید منتقدان همراه بود و علی‌رغم این که ادوارد آلبی بازنویسی آن را برعهده گرفت، پس از تنها چهار اجرا بسته شد.

### تلویزیون
در سال ۱۹۶۹، سه سال پس از اقتباس موزیکال، استفانی پاورز و جک کروشن در اقتباس دیگری از کتاب به نام هالی گولایتلی بازی کردند، که به عنوان یک برنامه تلویزیونی از شرکت پخش رسانه‌ای آمریکا (ABC) پخش شد. کروشن نقش جو بل را بازی می‌کرد، یکی از شخصیت‌های اصلی رمان کاپوتی که از نسخه سینمایی حذف شده است.

### نمایشنامه‌ها
دو اقتباس صحنه‌ای از این کتاب انجام شدخاست، هر دو به کارگردانی شان ماتیاس. اولین اجرا بر اساس نمایشنامه‌ای از ساموئل آدامسون در سال ۲۰۰۹ در تئاتر هیمارکت در لندن به روی صحنه رفت، آنا فریل در نقش هالی گولایتلی و جوزف کراس در نقش ویلیام 'فرد' پارسونز. اجرای دوم بر اساس نمایشنامه ریچارد گرینبرگ در سال ۲۰۱۳ در برادوی در تئاتر کورت اجرا شد، با بازی امیلیا کلارک در نقش هالی گولایتلی، کوری مایکل اسمیت در نقش فرد، و جورج ونت در نقش جو بل. نمایشنامه گرینبرگ در سال ۲۰۱۶ در انگلستان هم تولید شد، این بار با نام «نمایشی با موسیقی» و در ژوئن تا سپتامبر ۲۰۱۶ در تئاتر رویال هیمارکت در تئاتر وست اند به روی صحنه رفت.